# Křižánky

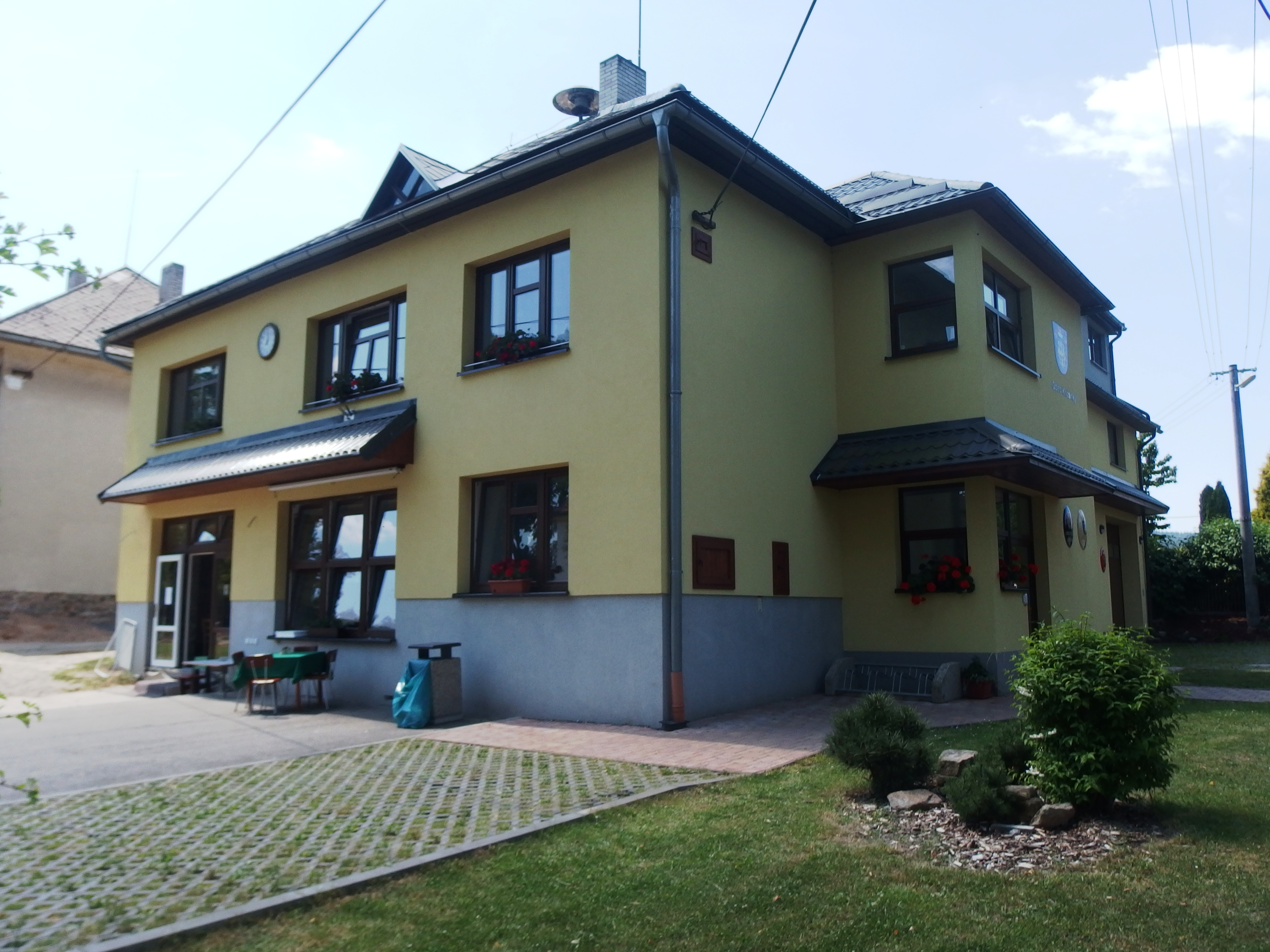
Gemeindeamt

Křižánky (deutsch Krischanek) ist eine Gemeinde in Tschechien. Sie liegt 14 Kilometer nördlich von Nové Město na Moravě und gehört zum Okres Žďár nad Sázavou. Die Gemeinde entstand durch den Zusammenschluss von České Křižánky und Moravské Křižánky.

## Geographie
Das von ausgedehnten Waldgebieten umgebene Dorf befindet sich auf einer großen Rodungsinsel im Zentrum der Saarer Berge. Křižánky liegt in einem von der Svratka und ihren Zuflüssen Holcovský potok und Kyšperský potok durchflossenen Talkessel. Der Lauf der Svratka bildete hier die historische Grenze zwischen Böhmen und Mähren; das Gebiet links des Flusses war böhmisch, das rechtsseitige Ufer gehörte zu Mähren. Durch Křižánky führt die Straße II/354 zwischen Svratka und Sněžné. Nördlich erheben sich der Karlštejn (783 m n.m.), Bubnovaný kopec (780 m n.m.) und Zkamenělý zámek (752 m n.m.), im Nordosten Český kopec (711 m n.m.) und Milovské perníčky (757 m n.m.), östlich die Horka (615 m n.m.) und Čtyřpaličaté skály (732 m n.m.), im Südosten der Vysoký kopec (806 m n.m.) und Drátenická skála (775 m n.m.), südlich die Malinská skála (811 m n.m.), Suchý kopec (815 m n.m.) und Sochův kout (676 m n.m.), im Südwesten die Devět skal (836 m n.m.) und U Žida (777 m n.m.), westlich der Hřeben (715 m n.m.), Na Čermačkách (722 m n.m.) und Na Borovině (674 m n.m.) sowie nordwestlich U Osla (709 m n.m.).
Nachbarorte sind Moravská Cikánka, Česká Cikánka und Karlštejn im Norden, Damašek im Nordosten, Březiny und České Milovy im Osten, Milovy im Südosten, Blatiny, Samotín, Blatky und Fryšava pod Žákovou horou im Süden, Světnov und Cikháj im Südwesten, Brušovec, Kocanda, Moravský Herálec und Chaloupky im Westen sowie Přední Hůra und Moravská Svratka im Nordwesten.

## Geschichte
Die erste schriftliche Erwähnung der auf der böhmischen Seite der Svratka gelegenen Streusiedlung Křižánky erfolgte 1392 in der Landtafel als eines der 58 Dörfer der Herrschaft Richenburg. Später gründeten die Herren von Pernstein auf der gegenüberliegende mährischen Seite eine gleichnamige Ansiedlung, die 1437 als Besitz des Johann von Pernstein erstmals erwähnt wurde.
Beide Dörfer gehörten über fünf Jahrhunderte zu unterschiedlichen Kronländern, Kreisen und Grundherrschaften. Nach der Aufhebung der Patrimonialherrschaften bildeten sowohl das böhmische als auch das mährische Křižánky ab 1850 selbständige Gemeinden. Zu besseren Unterscheidung wurde zum Ende des 19. Jahrhunderts die zum Bezirk Neustadtl gehörige mährische Gemeinde in Moravské Křižánky umbenannt. Nach der Gründung der Tschechoslowakei erhielt 1921 auch die im Bezirk Chrudim gelegene böhmische Gemeinde den neuen Namen České Křižánky. Nach dem Erlöschen der Glas- und Eisenindustrie bildete die Feilenhauerei die Haupterwerbsquelle beider Dörfer. In Křižánky lag wahrscheinlich der Ursprung des Skilaufs in der Vysočina; bereits 1886 verwendeten der Lehrer Houdek und Forstmann Resch aus Norwegen importierte Bretter. Im 20. Jahrhundert entwickelte sich Křižánky zu einem Erholungsort.
Im Zuge der Gemeindegebietsreform von 1960 wurden die Gemeinde České Křižánky und Moravské Křižánky zu einer Gemeinde Křižánky zusammengeschlossen und dem Okres Žďár nad Sázavou zugeordnet. Zwischen 1980 und 1990 war Křižánky nach Sázava eingemeindet.
Nach der Samtenen Revolution entstanden die Gemeinden České Křižánky und Moravské Křižánky. 1999 schlossen sich die Gemeinden České Křižánky und České Milovy zusammen. Im Jahre 2002 erfolgte der erneute Zusammenschluss von České Křižánky (mit České Milovy) und Moravské Křižánky zu einer Gemeinde Křižánky.
Moravské Křižánky ist seit 1995 als dörfliches Denkmalreservat ausgewiesen. Zwischen 2009 und 2012 erhielt die Gemeinde mehrmals Auszeichnungen im Wettbewerb „Dorf der Vysočina“, 2012 wurde Křižánky Wettbewerbssieger.

## Gemeindegliederung
Due Gemeinde Křižánky besteht aus den Ortsteilen České Křižánky (Böhmisch Krischanek), České Milovy  (Böhmisch Millau) und Moravské Křižánky (Mährisch Krischanek), die zugleich auch Katastralbezirke bilden.

## Sehenswürdigkeiten
- Kirche Mariahilf in Moravské Křižánky
- Gezimmerte Chaluppen
- Devět skal, höchste Erhebung der Saarer Berge